# Carhaix-Plouguer

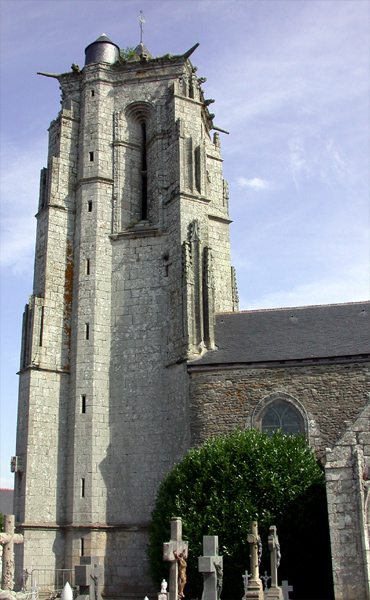
La chiesa parrocchiale di Saint-Pierre de Plouguer

Carhaix-Plouguer è un comune francese di 8 219 abitanti situato nel dipartimento del Finistère nella regione della Bretagna.
Nel medioevo, Carhaix fu una partizione della municipalità di Plouguer (Plou-Kaer = "municipalità della città/del castello") e aveva una chiesa dedicata a San Trémeur. Plouguer, la cui chiesa è dedicata a San Pietro è il luogo della municipalità originale che prende nome dal sito una volta fortificato che include. Essendo diventati comuni dopo la rivoluzione francese, Carhaix e Plouguer si fusero nel 1956 sotto il nome di Carhaix-Plouguer.

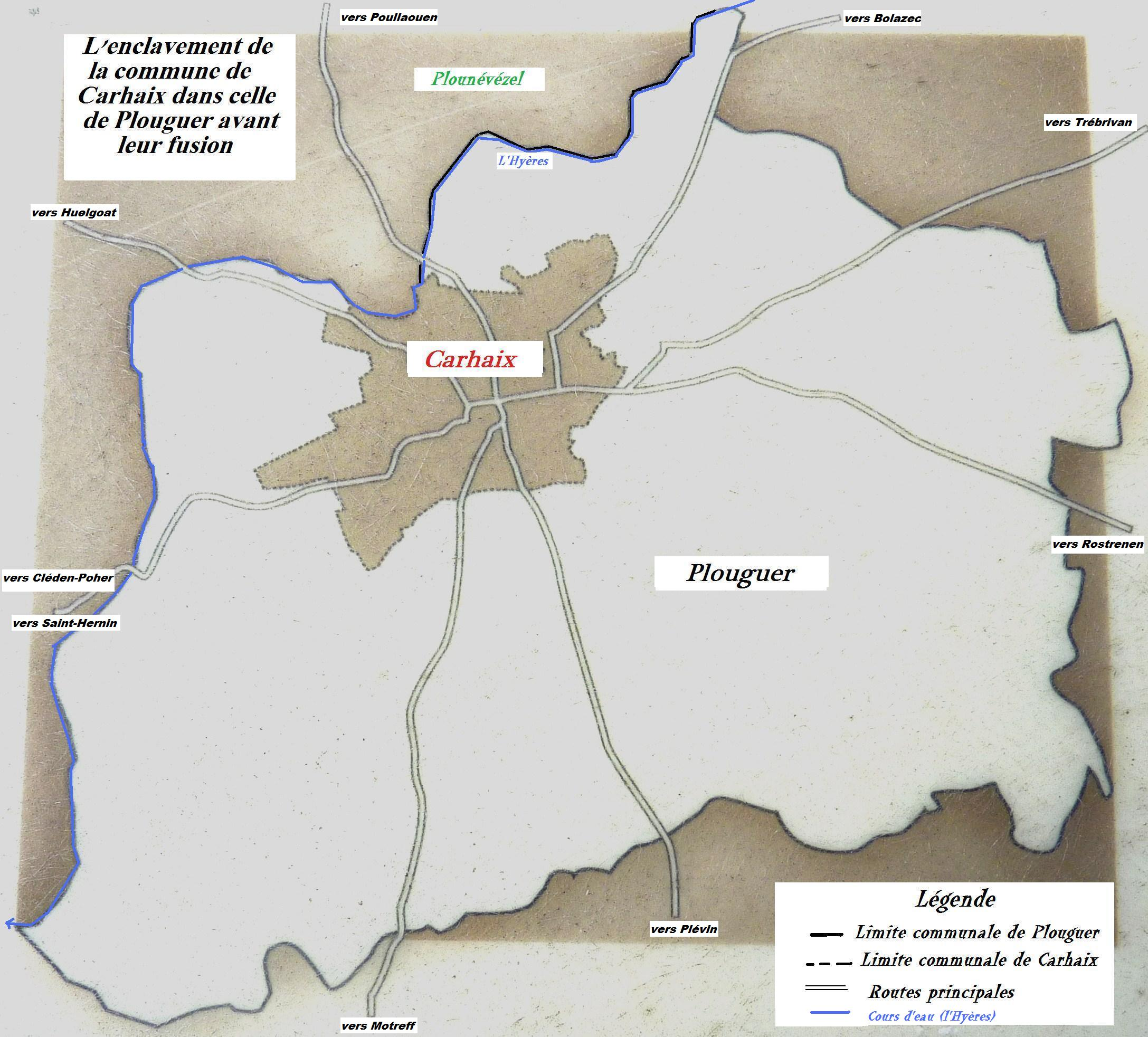
Mappa di Carhaix e Plouguer prima della loro fusione

In epoca romana, la capitale si chiamava Vorgium.

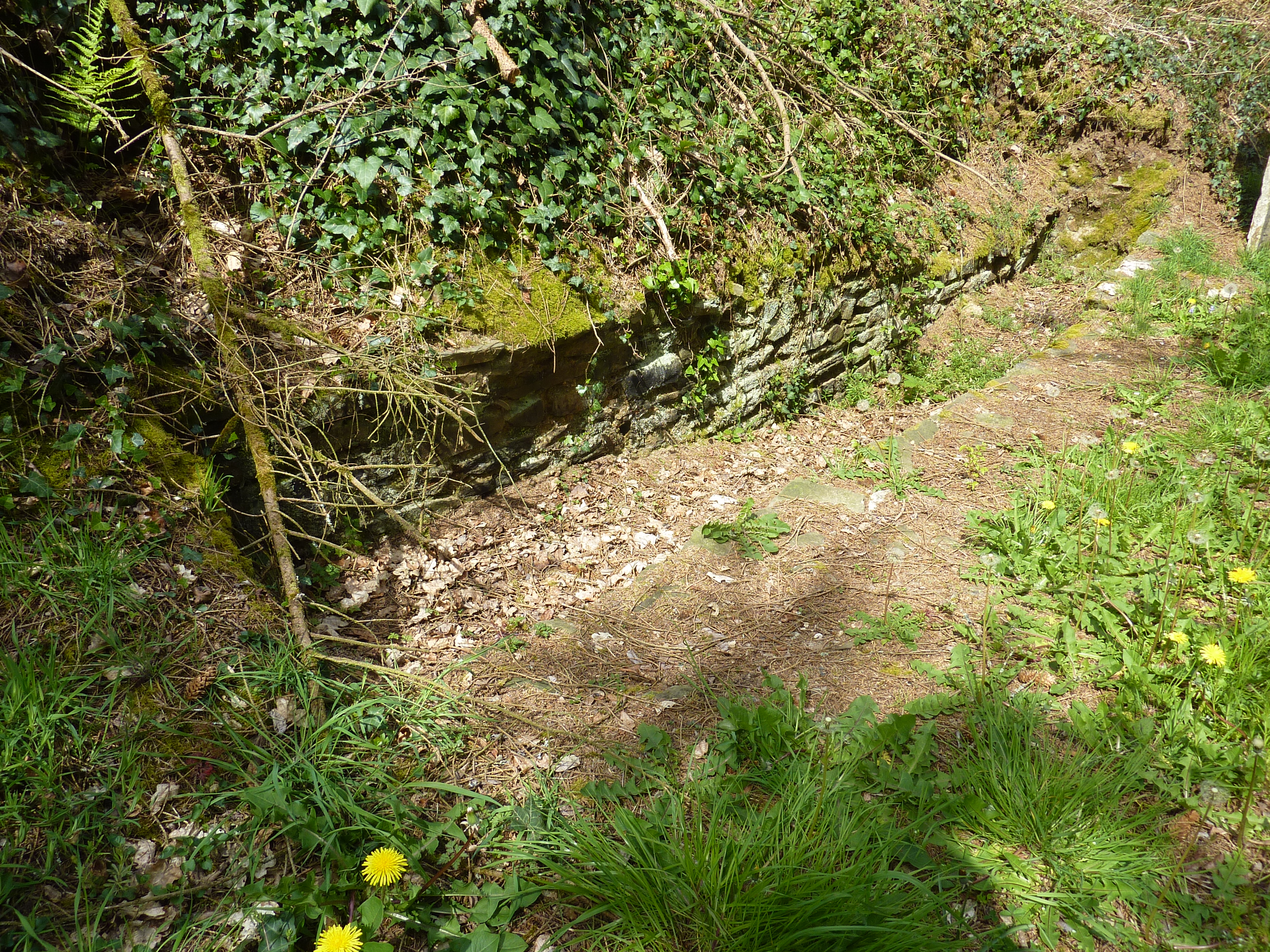
Antichi resti dell'acquedotto gallo-romano di Vorgium, attuale Carhaix, nell'antico territorio di Poher

## Società

### Evoluzione demografica
Abitanti censiti